# Bryggeriet Holmen
Bryggeriet Holmen var ett bryggeri beläget i kvarteret Holmen i Uppsala, stadens äldsta industrimiljö.[källa behövs]
Bryggeriet flyttade 1907 till Vaksalagatan 30 i kvarteret Njord vid Vaksala torg där bryggeriföretaget Arnberg & Sterner (f.d. Nya Bryggeriet) övertagits. 1934 uppfördes en ny anläggning vid Säbygatan 3. Under 1950-talet övertogs driften av Upsala Bayerska Bryggeri AB. Bryggerianläggningen inrymde i flera decennier Toyotas lokala återförsäljare.
Sedan "Bryggeriet Holmen" lämnat själva kvarteret Holmen kom ett annat bryggeri att verka på platsen, Bryggeriet Fyris, som dock avflyttade till Svartbäcken i slutet av 1920-talet.
Bryggeriet Fyris slogs slutligen ihop med Mineralvattenfabriken Kronan till "Fyris-Kronan" och produktionen samordnades med Upsala Bayerska Bryggeri AB. 
Carl Michael Bellman besjunger i Fredmans sång nummer 28 det s. k. "Kyronii öl". Nils Kyronius var rådman och källarmästare och bryggde sannolikt sitt eget öl i ölkällaren "Adolfs källare", som låg på nuvarande Gillbergska husets tomt i kvarteret Holmen i Uppsala.